# Vera Rubin
Vera Firenca Cooper Rubin (Philadelphia, 23. srpnja 1928. – Princeton, New Jersey, 25. prosinca 2016.) bila je američka astronomkinja i pionirka u radu na brzini i smjeru rotacija galaksija. Otkrila je nepravilnosti između predviđenog i promatranog kutnog gibanja galaksija proučavajući krivulje galaktičke rotacije. Identificirajući problem rotacije galaksije, njezin rad pružio je neke od prvih dokaza za postojanje tamne tvari. Ti rezultati potvrđeni su tijekom sljedećih desetljeća.
Započela je svoju akademsku karijeru kao jedina polaznica preddiplomskog studija astronomije na fakultetu Vassar te je nastavila diplomski studij na Sveučilištu Cornell i Sveučilištu Georgetown. Tamo je promatrala odstupanja od Hubbleovog toka u galaksijama i pružila dokaze za postojanje galaktičkih superjata. Dobivala je odlikovanja tijekom cijele svoje karijere za svoj rad te je između ostalih primila Zlatnu medalju Catherine Wolfe Bruce, Zlatnu medalju Kraljevskog astronomskog društva i Nacionalnu medalju za znanost.
Rubin je provela svoj život zalažući se za žene u znanosti i bila je poznata po svom mentorstvu ambicioznih astronomkinja. Bila je pionirka u tom području za mnoge žene, a 2015. godine počela je gradnja Zvjezdarnica Vera C. Rubin (LSST). Njezino nasljeđe The New York Times je opisao kao "uvođenje promjena kopernikanskih razmjera" u kozmološkoj teoriji.

## Rani život
Rubin je rođena 23. srpnja 1928. u Philadelphiji, Pennsylvania. Bila je mlađa od dvije sestre. Roditelji su joj bili židovski imigranti iz istočne Europe. Otac joj je bio Pesach Kobchefski (Philip Cooper), rođen u Vilniusu, Litva (tada dio Poljske), koji je došavši u Sjedinjene Države promijenio ime i postao inženjer elektrotehnike. Radio je u tvrtki Bell Telephone. Oženio se Rose Applebaum, iz Besarabije. Upoznali su se na poslu, gdje je Rose radila sve dok se nisu vjenčali.
Cooperovi su se 1938. preselili u Washington, DC, gdje je 10-godišnja Rubin razvila zanimanje za astronomiju dok je promatrala zvijezde sa svog prozora. „Već me tada više zanimalo pitanje nego odgovor”, prisjetila se. „Odmalena sam zaključila da živimo u vrlo zanimljivom svijetu.” Sa svojim ocem je izradila jednostavni teleskop od kartona i počela promatrati i pratiti meteore. Pohađala je srednju školu Coolidge, gdje je maturirala 1944.

## Obrazovanje
Rubin je odlučila nastaviti s obrazovanjem na preddiplomskom studiju na fakultetu Vassar - koji je tada bio fakultet samo za žene, a bila je inspirirana Mariom Mitchell, profesoricom na istom fakultetu. Zanemarila je savjete koje je dobila od profesora prirodoslovlja u srednjoj školi da izbjegne znanstvenu karijeru i umjesto toga postane umjetnicom. Prihvaćena je u počasno društvo Phi Beta Kappa i stekla diplomu iz astronomije 1948. kao jedina studentica astronomije te godine. Pokušala se upisati na diplomski studij na Princetonu, ali na tom fakultetu ženama nije bilo dozvoljeno upisati studij sve do 1975. godine pa joj upis nije bio omogućen. Rubin je također dobila odbijenicu Sveučilišta Harvard. 
1948. godine udaje se za Roberta Joshua Rubina, studenta diplomskog studija na Sveučilištu Cornell. Potom i ona upisuje diplomski studij na istom sveučilištu s kojeg je magistrirala 1951. godine. Tijekom diplomskog studija proučavala je gibanje 109 galaksija i napravila jedno od prvih opažanja odstupanja od Hubbleovog zakona (opažanje da se galaksije međusobno udaljuju). Radila je s astronomkom Marthom Carpenter na galaktičkoj dinamici te bila pod mentorstvom Philipa Morrisona, Hansa Bethea i Richarda Feynmana. Iako je zaključak do kojeg je došla - da postoji orbitalno gibanje galaksija oko određenog pola - bio opovrgnut, ideja da se galaksije gibaju pokazala se točnom i potakla daljnja istraživanja. Njezino istraživanje također je pružilo rane dokaze o supergalaktičkoj ravnini. Informacije i podaci koje je u sklopu toga otkrila bili su veoma kontroverzni. Nakon što se borila da joj dopuste predstavljanje svojeg rada u Američkom astronomskom društvu, po kratkom postupku je odbijena, a rad zaboravljen.
Rubin je upisala doktorat na Sveučilištu Georgetown, jedinom sveučilištu u Washingtonu koje je nudilo diplomu iz astronomije. Njezina disertacija, dovršena 1954., sadržavala je zaključak da se galaksije skupljaju u grupe (jata), a ne da su nasumično raspoređene kroz svemir, što je bila kontroverzna i neprihvaćena tijekom idućih dva desetljeća. Tijekom svog diplomskog studija kontinuirano se susretala sa seksizmom. Tijekom jednog takvog događaja nije smjela doći na sastanak u ured svojeg savjetnika, jer žene nisu smjele ući u taj prostor Katoličkog sveučilišta.

## Karijera
Sljedećih jedanaest godina Rubin je zauzimala različite akademske pozicije. Godinu dana je obnašala dužnost instruktorice matematike i fizike na Sveučilištu Montgomery. Od 1955. do 1965. radila je na Sveučilištu Georgetown kao znanstvena suradnica astronomka, predavačica (od 1959. do 1962.) te najzad kao docentica astronomije (od 1962. do 1965.). Potom se pridružila Institutu Carnegie kao članica osoblja u Odjelu za magnetizam Zemlje. Tamo je upoznala svog dugogodišnjeg suradnika, izrađivača instrumenata Kenta Forda. Budući da je imala malu djecu, veliki dio posla obavljala je od kuće.
Godine 1963. Rubin je započela jednogodišnju suradnju s Geoffreyjem i Margaret Burbidge, tijekom koje je napravila svoja prva opažanja rotacije galaksija koristeći 82-inčni teleskop McDonaldovog opservatorija. Tijekom svog rada na Institutu Carnegie, Rubin se 1965. prijavila za promatranje u zvjezdarnici Palomar. Budući da zgrada nije imala toalet za žene, ona ga je samostalno izgradila. Postala je prva astronomka koja je promatrala nebo u zvjezdarnici Palomar.
Na Institutu Carnegie Rubin je započela rad vezan uz njezinu kontroverznu tezu o jatama galaksija, napravivši stotine opažanja koristeći Fordov spektrograf sa slikovnom cijevi. Ovaj pojačivač slike omogućio je razrješavanje spektra astronomskih objekata koji su prethodno bili previše tamni za spektralnu analizu. Rubin-Fordov efekt, prividna anizotropija u širenju svemira na ljestvici od 100 milijuna svjetlosnih godina, otkriven je kroz proučavanje spiralnih galaksija, posebno Andromedine galaksije, odabrane zbog svoje svjetline i blizine Zemlji. Ideja o takvom neobičnom kretanju u svemiru na ovoj skali bila je vrlo kontroverzna tvrdnja, koja je prvi put objavljena u časopisima 1976. godine. Iako su je vodeći astronimi odbacili, na kraju se pokazala točnom. Par je također kratko proučavao kvazare, koji su otkriveni 1963. godine i bili su popularna tema istraživanja.
U želji da izbjegne kontroverzna područja astronomije, uključujući kvazare i galaktičko kretanje, Rubin je počela proučavati rotaciju i vanjske dosege galaksija potaknuta njezinom suradnjom s Burbidgesima. Istraživala je krivulje rotacije spiralnih galaksija, ponovno počevši od Andromede, gledajući njezine najudaljenije objekte. Primijetila je ravne krivulje rotacije: najudaljenije komponente galaksije kretale su se jednako brzo kao i one blizu centra. To je bio rani pokazatelj da su spiralne galaksije okružene aureolima tamne tvari. Nadalje, otkrila je nesklad između predviđenog kutnog gibanja galaksija na temelju vidljive svjetlosti i promatranog gibanja. Njezino istraživanje pokazalo je da se spiralne galaksije rotiraju brzinom koja bi ih trebala međusobno razdvojiti ako ih zajedno drži samo gravitacija njezinih sastavnih zvijezda. Budući da to nije slučaj, pretpostavlja se da ih na okupu drži velika količina nevidljive mase - zagonetka koja je postala poznata kao problem rotacije galaksije.
Njezini izračuni pokazali su da galaksije moraju sadržavati najmanje pet do deset puta više tamne tvari od obične tvari. Rezultati su potvrđeni su tijekom sljedećih desetljeća i postali su prvi uvjerljivi dokazi za teoriju tamne tvari, koju je prvotno predložio Fritz Zwicky 1930-ih. Ove podatke potvrdili su radioastronomi, otkriće kozmičke mikrovalne pozadine i slike gravitacijskog leća.
Drugo područje interesa za Rubin bio je fenomen proturotacije u galaksijama. Njezino otkriće da se neki plinovi i zvijezde kreću u smjeru suprotnom od smjera rotacije ostatka galaksije osporilo je prevladavajuću teoriju da se sav materijal u galaksiji kreće u istom smjeru i pružilo je prve dokaze za spajanje galaksija i proces u kojem su galaksije u početku formirane.
Rubinina perspektiva o povijesti rada na kretanju galaksija predstavljena je u recenziji "Sto godina rotirajućih galaksija" za Publikacije Astronomskog društva Pacifika 2000. godine. Recenzija je bila adaptacija njezinog predavanja koje je održala 1996. nakon što je primila zlatnu medalju Kraljevskog astronomskog društva, tek druge žene koja ju je dobila, 168 godina nakon što je Caroline Herschel primila medalju 1828. 2002. časopis Discover naveo je Rubin kao jednu od 50 najvažnijih žena u znanosti. Nastavila je istraživanja i mentorstvo do smrti 2016.

## Nasljedstvo
Kada je Rubin izabrana u Nacionalnu akademiju znanosti, postala je druga astronomka u njezinim redovima, nakon svoje kolegice Margaret Burbidge. Rubin nikada nije dobila Nobelovu nagradu, iako su fizičarke poput Lise Randall i Emily Levesque tvrdili da je to bio previd. Sandra Faber i Neta Bahcall opisale su je kao jednu od astronomki koje su utrle put drugim ženama u polju, kao "svjetlo vodilja" za one koje žele imati obitelji i karijeru u astronomiji. Rebecca Oppenheimer je također izjavila da je Rubin kao njezina mentorica bila važna za njezinu ranu karijeru.
Rubin je preminula u noći 25. prosinca 2016. od komplikacija povezanih s demencijom. Predsjednik Instituta Carnegie, gdje je Rubin obavljala glavninu svog rada i istraživanja, nazvao ju je "nacionalnim blagom".
Institut je osnovao zakladu za postdoktorsko istraživanje u njezinu čast, a Odjel za dinamičku astronomiju Američkog astronomskog društva u njezinu je čast imenovao nagradu Vera Rubin za rani početak karijere.

### Zvjezdarnica Vera C. Rubin
20. prosinca 2019., Veliki sinoptički pregledni teleskop preimenovan je u znak priznanja za njezin rad i doprinos u Zvjezdarnicu Vere C. Rubin. Zvjezdarnicu je financirala Nacionalna znanstvena zaklada. Zvjezdarnica se nalazi na planini u Cerro Pachonu u Čileu i fokus joj je na proučavanju tamne tvari i tamne energije.

### Nagrade i priznanja
- Članica Nacionalne akademije znanosti (izabrana 1981.)
- Članica Papinske akademije znanosti
- Članica Američkog filozofskog društva
- Zlatna medalja Kraljevskog astronomskog društva (1996.)
- Weizmannova nagrada za žene i znanost (1996.)
- Međunarodna nagrada za kozmologiju Gruber (2002.)
- Zlatna medalja Catherine Wolfe Bruce Astronomskog društva Pacifika (2003.)
- Medalja Jamesa Craiga Watsona Nacionalne akademije znanosti (2004.)
- Memorijalna nagrada Richtmyer
- Dicksonova nagrada za znanost
- Nacionalna medalja znanosti (1993.)
- Nagrada Planetarija Adler za životno djelo
- Počasni doktorati sa Sveučilišta Harvard, Sveučilišta Yale, Fakulteta Smith, Fakulteta Grinnell, i Sveučilišta Princeton (2005.)

## Osobni život
Potaknuta vlastitom borbom da stekne kredibilitet kao žena u polju kojim dominiraju muškarci, Rubin je poticala djevojke zainteresirane za istraživanje svemira da ostvare svoje snove. Tijekom života susretala se s obeshrabrujućim komentarima o izboru studija, ali je ustrajala, uz podršku obitelji i kolega. Osim što je poticala žene da se bave astronomijom, Rubin se aktivno zalagala za veće priznanje žena u prirodnim znanostima i za znanstvenu pismenost.
Njezina djeca su kasnije u životu izjavila da ih je majka poticala i učinila im znanost poželjnom i zabavnom, što ih je nadahnulo da i sami postanu znanstvenici.
Ona i Burbidge su se zalagale da veći broj žena bude izabran u Nacionalnu akademiju znanosti. Izjavila je da je unatoč svojim borbama i dalje nezadovoljna malim brojem žena koje se biraju svake godine, te je rekla da je to "najtužniji dio [njezinog] života".

## Publikacije
Rubin je objavila preko 150 znanstvenih radova i dvije knjige.

### Knjige
- Rubin, Vera. 1997. Bright Galaxies, Dark Matters. Masters of Modern Physics. Springer Verlag/AIP Press. Woodbury, New York City. ISBN 978-1563962318
- Alan Lightman, Roberta Brawer. 1992. Origins: The Lives and Worlds of Modern Cosmologists. Harvard University Press. ISBN 9780674644717